# Dascylion
 (mai 2017).
Si vous disposez d'ouvrages ou d'articles de référence ou si vous connaissez des sites web de qualité traitant du thème abordé ici, merci de compléter l'article en donnant les références utiles à sa vérifiabilité et en les liant à la section « Notes et références ».
Dascylion, ou Daskyleion, est une cité fondée en 659 av. J.-C., connue en tant que capitale achéménide. Elle se situe au nord de la péninsule anatolienne dans la province de Balikesir.

## Histoire
Dascylion est fondée sur les rives de la Propontide (l'actuelle mer de Marmara), à l’embouchure du fleuve Rhyndacos, par le roi de Lydie Gygès (ou Dascylos selon les sources). Elle doit contrebalancer l'influence de la cité ionienne de Milet, qui avait fondé en 756 av. J.-C. sur les mêmes rives la colonie de Cyzique.
Dascylion connaît une importante croissance sous la domination perse à partir de 546 av. J.-C., car elle est la capitale de divers satrapes de Phrygie, tels Pharnabaze ou Arsitès. La cité est prise par Parménion en 334 av. J.-C. et est incorporée dans le territoire de Cyzique par la suite.

## Fouilles archéologiques
Dans les années 1950, la colline d’Hisartepe est identifiée comme étant l’ancienne capitale Daskyleion de la province de Phrygie Hellespontique de 550 à 330 av. J.-C., au temps de l’Empire achéménide. Elle est connue grâce aux écrits d’auteurs antiques. Plusieurs fouilles y sont menées en 1988 et 2009, principalement sur la colline centrale du site, où se situe l’acropole à partir de laquelle la cité s'est développée.
Les fouilles ont mis en lumière une importante occupation phrygienne puis lydienne de l’acropole du Ier au VIe siècle av. J.-C. Le plus grand développement de la cité est identifié à l’époque achéménide, lors de la période perse. Puis elle perd de l’importance au cours de la période hellénistique, du IVe au IIe siècle av. J.-C., et n'est plus constituée que de villas agricoles durant la période romaine, du IVe au Ve siècle. Elle reprend de l’ampleur durant la période byzantine, du XIIe au XIIIe siècle, accueillant notamment une petite place fortifiée, ce qui est nouveau comparé aux périodes précédentes.
Les fouilles permettent de comprendre le fonctionnement de l’Empire achéménide et ses dynamiques socio-culturelles. L’époque perse apporte une grande réorganisation de l’acropole. C’est durant cette période qu'apparaissent des tombes décorées de scènes s’inspirant de l’art achéménide du centre de l’empire. La découverte d’empreintes de sceaux indique que la ville connaît une insertion dans les réseaux de communication impériaux. Ces sceaux témoignent de la conduite politique menée par les Perses, une politique de mise en valeur entraînant ainsi des liens étroits entre les provinces et le centre impérial.
L’arrivée des Perses est une phase de développement importante de la ville, conduite par les autorités perses. Des élites perses dans les capitales de l’Empire tentent de s’approprier le mode de vie de l’aristocratie perse achéménide. Les découvertes laissent penser qu’il se développe à Daskyleion une production artistique inspirée des modèles perses.
Les découvertes permettent de faire une étude comparée des organisations urbaines des villes royales de l’Empire, Pasargades et Persépolis, avec Daskyléion. On ne perçoit que peu, voire pas, de points communs puisque l’architecture et l’urbanisation des deux cités royales sont différentes de celles de Daskyleion.
Les auteurs grecs décrivent la cour satrapique anatolienne. Il est dit que Daskyleion est protégée par des remparts délimitant l’espace urbain et qu'elle abrite des palais et des « paradis », décrits comme des sortes de jardins ou parcs qui peuvent abriter une réserve de chasse. Cependant, l’archéologie n’en a pas révélé. Les fouilles cherchent activement des traces pour délimiter avec précision cette cité.
Un projet datant d’août 2014 cherche à comprendre l’urbanisation et l’aménagement du territoire mis en œuvre dans l’Empire achéménide. Il s’agit aussi de trouver une méthode adaptée à la cité pour les fouilles, puisque cette cité est bâtie en pierres volcaniques.
Après la période perse, Daskyleion n’a connu que des réoccupations très limitées.

## Notes et références

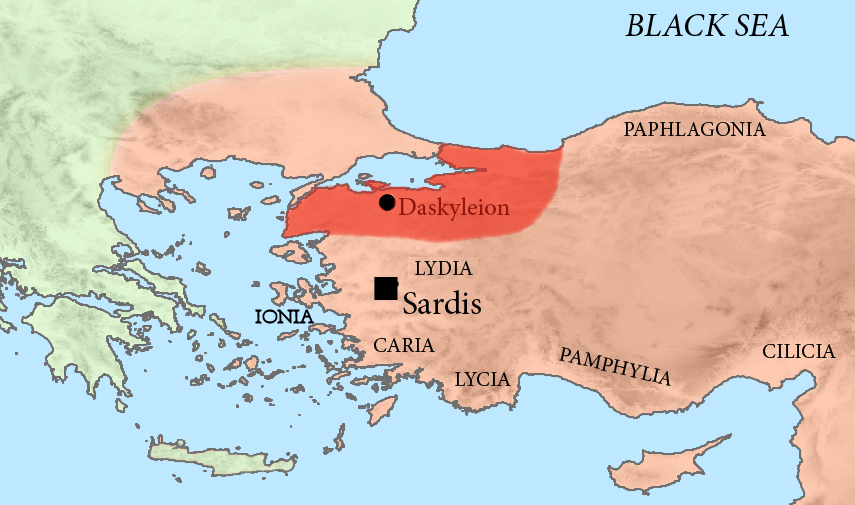
Localisation de Dascylion